# Eupithecia aritai
Eupithecia aritai là một loài bướm đêm trong họ Geometridae.